# Ґражина Ґенсицька
Ґражина Ґенсицька (пол. Grażyna Gęsicka, уроджена Дусин, пол. Dusyn; 13 грудня 1951, Варшава, Польща — 10 квітня 2010, біля аеродрому Смоленськ-Північний, Смоленськ, Росія) — польська соціологиня та політична соціологиня розвитку в урядах Казімежа Марцинкевича та Ярослава Качинського, посол Сейму IV-ї каденції. Загинула в авіакатастрофі польського президентського літака ТУ-154, який розбився під Смоленськом.

## Біографія
Народилася 13 грудня 1951 року у Варшаві.

## Освіта та наукова діяльність
1974 року закінчила інститут соціології Варшавського університету. 1985 року отримала ступінь доктора гуманітарних наук у сфері соціології. Робота на здобуття докторського ступеня була написана під керівництвом Влодзімежа Весоловського.
З 1985 до 1993 року була ад'юнктом в Інституті соціології Варшавського університету. Була членом Польської соціологічної асоціації, була автором близько 30 статей у польських та зарубіжних наукових журналах.

## Політична діяльність
З 1980 року була членом «Солідарності».

## Загибель та похорон
10 квітня 2010 року у складі польської делегації, очолюваної Президентом Польщі Лехом Качинським, вирушила до Росії з приватним візитом на жалобні заходи з нагоди 70-х роковин Катинського розстрілу. Під час посадки на аеродром Смоленськ-Північний літак розбився. В авіакатастрофі ніхто не вижив.
25 квітня 2010 року була похована на військовому цвинтарі Повонзки у Варшаві.

## Нагороди
16 квітня 2010 року її було нагороджено посмертно Командорським Хрестом Ордену Відродження Польщі, а також почесною нагородою за заслуги перед Підкарпатським Воєводством.